# 巴特爾加齊
巴特爾加齊是土耳其的城鎮，位於該國中部，由馬拉蒂亞省負責管轄，距離首府馬拉蒂亞20公里，面積235平方公里，海拔高度150米，2008年人口16,792。